# Classic BRIT Awards
Classical BRIT Awards — ежегодная церемония вручения музыкальных наград Великобритании в области классической музыки, основана компанией British Phonographic Industry. Ежегодно вручается в феврале в Альберт-холле. Впервые вручена в 2000 году. Для исполнителей поп-музыки существует отдельная премия Brit Awards, вручаемая в феврале каждого года, начиная с 1977 года.

## Награды по годам

### 2012
- Исполнитель года — Василий Петренко
- Исполнительница года — Никола Бенедетти
- Альбом года — Андре Риё — And the Waltz Goes On
- За достижения в музыке — Джон Уильямс

### 2011
- Исполнитель года — Антонио Паппано
- Исполнительница года — Элисон Болсом
- Композитор года — Арво Пярт
- Лучший молодой исполнитель — Вильде Франг
- Награда критиков — Тасмин Литтл
- Артист или коллектив десятилетия — Il Divo
- Альбом года — Андре Риё & Johann Strauss Orchestra (Decca) — Moonlight Serenade
- За достижения в музыке — Джон Барри

### 2010
- Исполнитель года — Василий Петренко
- Исполнительница года — Анджела Георгиу
- Композитор года — Томас Адес
- Лучший молодой исполнитель — Джек Либек[англ.]
- Альбом года — Only Men Aloud![англ.] — Band Of Brothers
- Саундтрек года — Дорога перемен — Томас Ньюман
- Награда критиков — оркестр и хор Национальной академии Св. Цецилии, дирижёр Антонио Паппано, солисты Роландо Вильясон, Аня Хартерос, Соня Ганасси, Рене Папе — Messa da Requiem
- За достижения в музыке — Кири Те Канава

### 2009
- Исполнитель года — Густаво Дудамель
- Исполнительница года — Элисон Болсом
- Композитор года — Howard Goodall
- Лучший молодой исполнитель — Алина Ибрагимова
- Альбом года — Royal Scots Dragoon Guards — Spirit of the Glen-Journey
- Саундтрек года — Тёмный рыцарь — Ханс Циммер, Джеймс Ньютон Ховард
- Награда критиков — Чарльз Маккеррас/Scottish Chamber Orchestra — Mozart Symphonies nos. 38-41
- За достижения в музыке — Хосе Каррерас

### 2008
- Исполнитель года — Сэр Колин Дэвис
- Исполнительница года — Анна Нетребко
- Лучший молодой исполнитель — Никола Бенедетти
- Саундтрек года — Кровавый алмаз — Джеймс Ньютон Ховард
- Награда критиков — Стивен Иссерлис — Bach: Cello Suites
- За достижения в музыке — Эндрю Ллойд Уэббер

### 2007
- Альбом года — Сэр Пол Маккартни — Ecce Cor Meum
- За достижения в музыке — Вернон Хэндли

### 2006
- За достижения в музыке — Пласидо Доминго

### 2005
- Премия композитору саундтрека — Джон Уильямс — Гарри Поттер и узник Азкабана и Терминал

- За достижения в музыке — Джеймс Голуэй

### 2004
- Исполнительница года — Чечилия Бартоли
- Награда критиков — Максим Венгеров, Мстислав Ростропович, Лондонский симфонический оркестр — Britten/Walton Concertos
- За достижения в музыке — Рене Флеминг

### 2003
- За достижения в музыке — Чечилия Бартоли

### 2002
- За достижения в музыке — Андреа Бочелли

### 2001
- За достижения в музыке — Сэр Саймон Рэттл

### 2000
- За достижения в музыке — Найджел Кеннеди